# Mohamed Shawky
Mohamed Ali Abu El Yazid Shawky, scritto anche Shawki (in arabo محمد شوقي‎?; Porto Said, 15 ottobre 1981), è un allenatore di calcio ed ex calciatore egiziano, di ruolo centrocampista.

## Caratteristiche tecniche
Vertice basso di centrocampo, abile ad intercettare i palloni lungo la zona mediana del campo. In possesso di un tiro secco e preciso dalla distanza, si distingue per spirito di sacrificio, tenacia, resistenza allo sforzo e intelligenza tattica.

## Carriera

### Giocatore

#### Club
Muove i suoi primi passi nell'Al-Masry, per poi approdare nell'Al-Ahly.
Il 31 agosto 2007 passa per 650.000 sterline al Middlesbrough. Esordisce in Premier League il 29 dicembre contro il Portsmouth, disputando la gara per intero. Alle prese con persistenti problemi fisici, conclude l'annata con solo sei presenze.
Messo ai margini della rosa, l'8 gennaio 2010 si trasferisce in Turchia, legandosi per due stagioni e mezzo al Kayserispor. Il 2 luglio si accorda con la società - in ritardo con i pagamenti delle mensilità arretrate del giocatore - per la rescissione consensuale del contratto.
Il 21 luglio 2010 torna ad indossare la divisa dell'Al-Ahly, sottoscrivendo un contratto valido per tre stagioni. Complici i dissidi con il tecnico Hossam El-Badry e la sospensione del campionato egiziano, il 2 ottobre 2012 si accorda con l'Al-Naft, in Iraq. Il 26 novembre 2013 il Kelantan - società militante in Malesia - ne comunica il tesseramento.
L'8 dicembre 2014 viene tesserato dall'Arab Contractors, con cui si lega per mezzo di un contratto valido fino al 30 giugno 2016. Lascia la squadra alcuni mesi dopo, complice il mancato versamento degli emolumenti da parte della società egiziana.

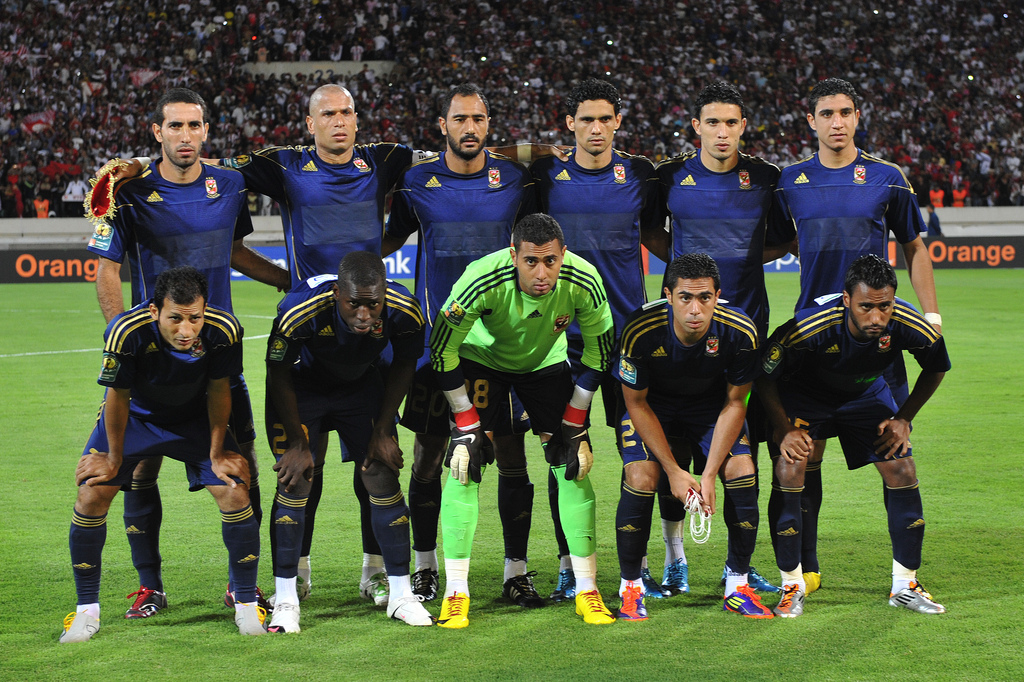
Shawky (al fianco di Wael Gomaa) ritratto insieme ai propri compagni di squadra nel 2011.

#### Nazionale
Esordisce con la selezione dei Faraoni il 10 novembre 2001 in Sudafrica-Egitto (1-0), sostituendo Mohamed Barakat al 38' della ripresa. In precedenza aveva preso parte ai Mondiali Under-20 disputati in Argentina.
Prende parte alla Coppa d'Africa 2006, disputata in Egitto. Prima scelta del tecnico Hassan Shehata in mediana, disputerà da titolare tutti gli incontri della manifestazione, vinta ai calci di rigore contro la Costa d'Avorio.
Viene convocato per la Coppa d'Africa 2008 - competizione vinta dai Faraoni grazie al successo per 1-0 ottenuto contro Camerun  - disputata in Ghana. Elemento chiave del centrocampo, salterà solo la semifinale giocata contro la Costa d'Avorio a causa di un infortunio.
Nel 2009 prende parte alla FIFA Confederations Cup. Esordisce nella competizione il 15 giugno contro il Brasile, segnando con una rasoiata da fuori area la rete del provvisorio 3-2. L'incontro si concluderà sul punteggio di 4-3 a favore della Seleção.

### Allenatore
Voluto da Mido, il 4 dicembre 2016 viene nominato vice allenatore del Wadi Degla, alle spalle di quest'ultimo. Il 23 gennaio 2018 entra nello staff della selezione olimpica egiziana, in qualità di collaboratore tecnico.

## Statistiche

### Presenze e reti nei club
Statistiche aggiornate al 30 giugno 2015.
| Stagione             | Club                 | Campionato           | Campionato | Campionato | Coppe nazionali | Coppe nazionali | Coppe nazionali | Coppe continentali | Coppe continentali | Coppe continentali | Supercoppe | Supercoppe | Supercoppe | Totale | Totale |
| Stagione             | Club                 | Comp                 | Pres       | Reti       | Comp            | Pres            | Reti            | Comp               | Pres               | Reti               | Comp       | Pres       | Reti       | Pres   | Reti   |
| -------------------- | -------------------- | -------------------- | ---------- | ---------- | --------------- | --------------- | --------------- | ------------------ | ------------------ | ------------------ | ---------- | ---------- | ---------- | ------ | ------ |
| 2003-2004            | Al-Ahly              | PL                   | 18         | 4          | CE              | 0               | 0               | CCL+ACC+CCL        | 2+6+2              | 0                  | SE         | 1          | 0          | 29     | 4      |
| 2004-2005            | Al-Ahly              | PL                   | 20         | 3          | CE              | 0               | 0               | CCL                | 11                 | 1                  | -          | -          | -          | 31     | 4      |
| 2005-2006            | Al-Ahly              | PL                   | 17         | 1          | CE              | 4               | 0               | CCL                | 10                 | 1                  | SE+SA+Cmc  | 1+0+2      | 0          | 34     | 2      |
| 2006-2007            | Al-Ahly              | PL                   | 20         | 3          | CE              | 4               | 0               | CCL                | 6                  | 0                  | SE+SA+Cmc  | 1+1+3      | 0          | 35     | 3      |
| 2007-2008            | Middlesbrough        | PL                   | 5          | 0          | FACup+CdL       | 0+1             | 0               | -                  | -                  | -                  | -          | -          | -          | 6      | 0      |
| 2008-2009            | Middlesbrough        | PL                   | 13         | 0          | FACup+CdL       | 1+2             | 0               | -                  | -                  | -                  | -          | -          | -          | 16     | 0      |
| 2009-gen. 2010       | Middlesbrough        | FLC                  | 0          | 0          | FACup+CdL       | 0               | 0               | -                  | -                  | -                  | -          | -          | -          | 0      | 0      |
| Totale Middlesbrough | Totale Middlesbrough | Totale Middlesbrough | 18         | 0          |                 | 4               | 0               |                    | -                  | -                  |            | -          | -          | 22     | 0      |
| gen.-giu. 2010       | Kayserispor          | SL                   | 11         | 0          | TK              | -               | -               | -                  | -                  | -                  | -          | -          | -          | 11     | 0      |
| 2010-2011            | Al-Ahly              | PL                   | 10         | 1          | CE              | 0               | 0               | CCL+CCL            | 4+9                | 0                  | SE         | 0          | 0          | 23     | 1      |
| 2011-2012            | Al-Ahly              | PL                   | 8          | 0          | -               | -               | -               | CCL                | 4                  | 0                  | -          | -          | -          | 12     | 0      |
| Totale Al-Ahly       | Totale Al-Ahly       | Totale Al-Ahly       | 93         | 12         |                 | 8               | 0               |                    | 54                 | 2                  |            | 9          | 0          | 164    | 14     |
| 2012-2013            | Al-Naft              | PL                   | 14         | 8          | CI              | 0               | 0               | -                  | -                  | -                  | -          | -          | -          | 14     | 8      |
| 2014                 | Kelantan             | SL                   | 16         | 8          | -               | -               | -               | AFC                | 3                  | 0                  | -          | -          | -          | 19     | 8      |
| gen.-giu. 2015       | Al-Mokawloon         | PL                   | 8          | 0          | CE              | 0               | 0               | -                  | -                  | -                  | -          | -          | -          | 8      | 0      |
| Totale carriera      | Totale carriera      | Totale carriera      | 163        | 28         |                 | 12              | 0               |                    | 54                 | 2                  |            | 9          | 0          | 238    | 30     |

### Cronologia presenze e reti in Nazionale
| Cronologia completa delle presenze e delle reti in nazionale ― Egitto | Cronologia completa delle presenze e delle reti in nazionale ― Egitto | Cronologia completa delle presenze e delle reti in nazionale ― Egitto | Cronologia completa delle presenze e delle reti in nazionale ― Egitto | Cronologia completa delle presenze e delle reti in nazionale ― Egitto | Cronologia completa delle presenze e delle reti in nazionale ― Egitto | Cronologia completa delle presenze e delle reti in nazionale ― Egitto | Cronologia completa delle presenze e delle reti in nazionale ― Egitto |
| Data                                                                  | Città                                                                 | In casa                                                               | Risultato                                                             | Ospiti                                                                | Competizione                                                          | Reti                                                                  | Note                                                                  |
| --------------------------------------------------------------------- | --------------------------------------------------------------------- | --------------------------------------------------------------------- | --------------------------------------------------------------------- | --------------------------------------------------------------------- | --------------------------------------------------------------------- | --------------------------------------------------------------------- | --------------------------------------------------------------------- |
| 10-11-2001                                                            | Rustenburg                                                            | Sudafrica                                                             | 1 – 0                                                                 | Egitto                                                                | Amichevole                                                            | -                                                                     | 83’                                                                   |
| 8-8-2002                                                              | Alessandria d'Egitto                                                  | Egitto                                                                | 4 – 1                                                                 | Etiopia                                                               | Amichevole                                                            | -                                                                     | 57’                                                                   |
| 20-8-2002                                                             | Alessandria d'Egitto                                                  | Egitto                                                                | 2 – 0                                                                 | Uganda                                                                | Amichevole                                                            | -                                                                     | 86’                                                                   |
| 23-8-2002                                                             | Il Cairo                                                              | Egitto                                                                | 3 – 0                                                                 | Sudan                                                                 | Amichevole                                                            | -                                                                     |                                                                       |
| 25-11-2002                                                            | Lagos                                                                 | Nigeria                                                               | 1 – 1                                                                 | Egitto                                                                | Amichevole                                                            | -                                                                     |                                                                       |
| 31-3-2004                                                             | Il Cairo                                                              | Egitto                                                                | 2 – 1                                                                 | Trinidad e Tobago                                                     | Amichevole                                                            | -                                                                     |                                                                       |
| 24-5-2004                                                             | Il Cairo                                                              | Egitto                                                                | 2 – 0                                                                 | Zimbabwe                                                              | Amichevole                                                            | -                                                                     | 46’                                                                   |
| 29-5-2004                                                             | Il Cairo                                                              | Egitto                                                                | 2 – 0                                                                 | Gabon                                                                 | Amichevole                                                            | -                                                                     |                                                                       |
| 6-6-2004                                                              | Omdurman                                                              | Sudan                                                                 | 0 – 3                                                                 | Egitto                                                                | Qual. Mondiali 2006                                                   | -                                                                     |                                                                       |
| 20-6-2004                                                             | Alessandria d'Egitto                                                  | Egitto                                                                | 1 – 2                                                                 | Costa d'Avorio                                                        | Qual. Mondiali 2006                                                   | -                                                                     |                                                                       |
| 4-7-2004                                                              | Cotonou                                                               | Benin                                                                 | 3 – 3                                                                 | Egitto                                                                | Qual. Mondiali 2006                                                   | -                                                                     |                                                                       |
| 5-9-2004                                                              | Abidjan                                                               | Egitto                                                                | 3 – 2                                                                 | Camerun                                                               | Qual. Mondiali 2006                                                   | 1                                                                     |                                                                       |
| 8-10-2004                                                             | Tripoli                                                               | Libia                                                                 | 2 – 1                                                                 | Egitto                                                                | Qual. Mondiali 2006                                                   | -                                                                     |                                                                       |
| 28-11-2004                                                            | Il Cairo                                                              | Egitto                                                                | 1 – 1                                                                 | Bulgaria                                                              | Amichevole                                                            | -                                                                     |                                                                       |
| 8-1-2005                                                              | Il Cairo                                                              | Egitto                                                                | 3 – 0                                                                 | Uganda                                                                | Amichevole                                                            | 1                                                                     |                                                                       |
| 4-2-2005                                                              | Seul                                                                  | Corea del Sud                                                         | 0 – 1                                                                 | Egitto                                                                | Amichevole                                                            | -                                                                     |                                                                       |
| 9-2-2005                                                              | Il Cairo                                                              | Egitto                                                                | 4 – 0                                                                 | Belgio                                                                | Amichevole                                                            | -                                                                     |                                                                       |
| 14-3-2005                                                             | Dammam                                                                | Arabia Saudita                                                        | 0 – 1                                                                 | Egitto                                                                | Amichevole                                                            | -                                                                     |                                                                       |
| 27-3-2005                                                             | Il Cairo                                                              | Egitto                                                                | 4 – 1                                                                 | Libia                                                                 | Qual. Mondiali 2006                                                   | -                                                                     |                                                                       |
| 27-5-2005                                                             | Madinat al-Kuwait                                                     | Kuwait                                                                | 0 – 1                                                                 | Egitto                                                                | Amichevole                                                            | -                                                                     |                                                                       |
| 5-6-2005                                                              | Il Cairo                                                              | Egitto                                                                | 6 – 1                                                                 | Sudan                                                                 | Qual. Mondiali 2006                                                   | -                                                                     |                                                                       |
| 19-6-2005                                                             | Abidjan                                                               | Costa d'Avorio                                                        | 2 – 0                                                                 | Egitto                                                                | Qual. Mondiali 2006                                                   | -                                                                     |                                                                       |
| 29-7-2005                                                             | Ginevra                                                               | Egitto                                                                | 5 – 0                                                                 | Qatar                                                                 | Amichevole                                                            | -                                                                     |                                                                       |
| 31-7-2005                                                             | Ginevra                                                               | Egitto                                                                | 0 – 0 dts (5 – 4 dtr)                                                 | Emirati Arabi Uniti                                                   | Amichevole                                                            | -                                                                     |                                                                       |
| 17-8-2005                                                             | Ponta Delgada                                                         | Portogallo                                                            | 2 – 0                                                                 | Egitto                                                                | Amichevole                                                            | -                                                                     |                                                                       |
| 4-9-2005                                                              | Il Cairo                                                              | Egitto                                                                | 4 – 1                                                                 | Benin                                                                 | Qual. Mondiali 2006                                                   | -                                                                     | 86’                                                                   |
| 8-10-2005                                                             | Yaoundé                                                               | Camerun                                                               | 1 – 1                                                                 | Egitto                                                                | Qual. Mondiali 2006                                                   | 1                                                                     |                                                                       |
| 16-11-2005                                                            | Il Cairo                                                              | Egitto                                                                | 1 – 2                                                                 | Tunisia                                                               | Amichevole                                                            | -                                                                     | 27’                                                                   |
| 14-1-2006                                                             | Il Cairo                                                              | Egitto                                                                | 1 – 2                                                                 | Sudafrica                                                             | Amichevole                                                            | -                                                                     | 58’                                                                   |
| 20-1-2006                                                             | Il Cairo                                                              | Egitto                                                                | 3 – 0                                                                 | Libia                                                                 | Coppa d'Africa 2006 - 1º turno                                        | -                                                                     |                                                                       |
| 24-1-2006                                                             | Il Cairo                                                              | Egitto                                                                | 0 – 0                                                                 | Marocco                                                               | Coppa d'Africa 2006 - 1º turno                                        | -                                                                     |                                                                       |
| 28-1-2006                                                             | Il Cairo                                                              | Egitto                                                                | 3 – 1                                                                 | Costa d'Avorio                                                        | Coppa d'Africa 2006 - 1º turno                                        | -                                                                     | 33’                                                                   |
| 3-2-2006                                                              | Il Cairo                                                              | Egitto                                                                | 4 – 1                                                                 | RD del Congo                                                          | Coppa d'Africa 2006 - Quarti di finale                                | -                                                                     | 20’                                                                   |
| 7-2-2006                                                              | Il Cairo                                                              | Egitto                                                                | 2 – 1                                                                 | Senegal                                                               | Coppa d'Africa 2006 - Semifinale                                      | -                                                                     |                                                                       |
| 10-2-2006                                                             | Il Cairo                                                              | Egitto                                                                | 0 – 0 dts (4 – 2 dtr)                                                 | Costa d'Avorio                                                        | Coppa d'Africa 2006 - Finale                                          | -                                                                     |                                                                       |
| 3-6-2006                                                              | Elche                                                                 | Spagna                                                                | 2 – 0                                                                 | Egitto                                                                | Amichevole                                                            | -                                                                     |                                                                       |
| 2-9-2006                                                              | Il Cairo                                                              | Egitto                                                                | 4 – 1                                                                 | Burundi                                                               | Qual. Coppa d'Africa 2008                                             | -                                                                     |                                                                       |
| 7-10-2006                                                             | Gaborone                                                              | Botswana                                                              | 0 – 0                                                                 | Egitto                                                                | Qual. Coppa d'Africa 2008                                             | -                                                                     |                                                                       |
| 15-11-2006                                                            | Brentford                                                             | Egitto                                                                | 1 – 0                                                                 | Sudafrica                                                             | Amichevole                                                            | -                                                                     | 70’                                                                   |
| 7-2-2007                                                              | Il Cairo                                                              | Egitto                                                                | 2 – 0                                                                 | Svezia                                                                | Amichevole                                                            | -                                                                     |                                                                       |
| 25-3-2007                                                             | Il Cairo                                                              | Egitto                                                                | 3 – 0                                                                 | Mauritania                                                            | Qual. Coppa d'Africa 2008                                             | -                                                                     |                                                                       |
| 3-6-2007                                                              | Nouakchott                                                            | Mauritania                                                            | 1 – 1                                                                 | Egitto                                                                | Qual. Coppa d'Africa 2008                                             | -                                                                     | 67’, 75’                                                              |
| 22-8-2007                                                             | Parigi                                                                | Costa d'Avorio                                                        | 0 – 0                                                                 | Egitto                                                                | Amichevole                                                            | -                                                                     |                                                                       |
| 13-10-2007                                                            | Il Cairo                                                              | Egitto                                                                | 1 – 0                                                                 | Botswana                                                              | Qual. Coppa d'Africa 2008                                             | -                                                                     |                                                                       |
| 10-1-2008                                                             | Abu Dhabi                                                             | Egitto                                                                | 1 – 0                                                                 | Mali                                                                  | Amichevole                                                            | -                                                                     |                                                                       |
| 13-1-2008                                                             | Alverca do Ribatejo                                                   | Angola                                                                | 3 – 3                                                                 | Egitto                                                                | Amichevole                                                            | -                                                                     | 72’                                                                   |
| 22-1-2008                                                             | Kumasi                                                                | Egitto                                                                | 4 – 2                                                                 | Camerun                                                               | Coppa d'Africa 2008 - 1º turno                                        | -                                                                     |                                                                       |
| 26-1-2008                                                             | Kumasi                                                                | Egitto                                                                | 3 – 0                                                                 | Sudan                                                                 | Coppa d'Africa 2008 - 1º turno                                        | -                                                                     |                                                                       |
| 30-1-2008                                                             | Tamale                                                                | Egitto                                                                | 1 – 1                                                                 | Zambia                                                                | Coppa d'Africa 2008 - 1º turno                                        | -                                                                     |                                                                       |
| 4-2-2008                                                              | Kumasi                                                                | Egitto                                                                | 2 – 1                                                                 | Angola                                                                | Coppa d'Africa 2008 - Quarti di finale                                | -                                                                     |                                                                       |
| 10-2-2008                                                             | Accra                                                                 | Camerun                                                               | 0 – 1                                                                 | Egitto                                                                | Coppa d'Africa 2008 - Finale                                          | -                                                                     | 84’                                                                   |
| 26-3-2008                                                             | Il Cairo                                                              | Egitto                                                                | 0 – 2                                                                 | Argentina                                                             | Amichevole                                                            | -                                                                     |                                                                       |
| 20-8-2008                                                             | Khartum                                                               | Sudan                                                                 | 4 – 0                                                                 | Egitto                                                                | Amichevole                                                            | -                                                                     |                                                                       |
| 12-10-2008                                                            | Il Cairo                                                              | Egitto                                                                | 4 – 0                                                                 | Gibuti                                                                | Qual. Mondiali 2010                                                   | -                                                                     |                                                                       |
| 11-2-2009                                                             | Il Cairo                                                              | Egitto                                                                | 2 – 2                                                                 | Ghana                                                                 | Amichevole                                                            | 1                                                                     |                                                                       |
| 29-3-2009                                                             | Il Cairo                                                              | Egitto                                                                | 1 – 1                                                                 | Zambia                                                                | Qual. Mondiali 2010                                                   | -                                                                     | 57’                                                                   |
| 7-6-2009                                                              | Blida                                                                 | Algeria                                                               | 3 – 1                                                                 | Egitto                                                                | Qual. Mondiali 2010                                                   | -                                                                     |                                                                       |
| 15-6-2009                                                             | Bloemfontein                                                          | Brasile                                                               | 4 – 3                                                                 | Egitto                                                                | Conf. Cup 2009 - 1º turno                                             | 1                                                                     |                                                                       |
| 18-6-2009                                                             | Johannesburg                                                          | Egitto                                                                | 1 – 0                                                                 | Italia                                                                | Conf. Cup 2009 - 1º turno                                             | -                                                                     |                                                                       |
| 21-6-2009                                                             | Rustenburg                                                            | Egitto                                                                | 0 – 3                                                                 | Stati Uniti                                                           | Conf. Cup 2009 - 1º turno                                             | -                                                                     |                                                                       |
| 5-7-2009                                                              | Il Cairo                                                              | Egitto                                                                | 3 – 0                                                                 | Ruanda                                                                | Qual. Mondiali 2010                                                   | -                                                                     | 42’                                                                   |
| 12-8-2009                                                             | Il Cairo                                                              | Egitto                                                                | 3 – 3                                                                 | Guinea                                                                | Amichevole                                                            | -                                                                     | 55’                                                                   |
| 5-9-2009                                                              | Kigali                                                                | Ruanda                                                                | 0 – 1                                                                 | Egitto                                                                | Qual. Mondiali 2010                                                   | -                                                                     | 65’                                                                   |
| 26-3-2011                                                             | Johannesburg                                                          | Sudafrica                                                             | 1 – 0                                                                 | Egitto                                                                | Qual. Coppa d'Africa 2012                                             | -                                                                     |                                                                       |
| 10-6-2012                                                             | Conakry                                                               | Guinea                                                                | 2 – 3                                                                 | Egitto                                                                | Qual. Mondiali 2014                                                   | -                                                                     | 40’                                                                   |
| Totale                                                                |                                                                       | Presenze                                                              | 65                                                                    |                                                                       | Reti                                                                  | 5                                                                     |                                                                       |

## Palmarès

### Club

#### Competizioni nazionali
- Campionato egiziano: 4

Al-Ahly: 2004-2005, 2005-2006, 2006-2007, 2010-2011
- Coppa d'Egitto: 2

Al-Ahly: 2006, 2007
- Supercoppa d'Egitto: 4

Al-Ahly: 2003, 2005, 2006, 2010

#### Competizioni internazionali
- CAF Champions League: 2

Al-Ahly: 2005, 2006
- Supercoppa d'Africa: 2

Al-Ahly: 2006, 2007

### Nazionale
- Coppa d'Africa: 2

Egitto 2006, Ghana 2008